# Sachs MadAss
Die Sachs MadAss ['mæd 'æs] ist ein unverkleidetes Leichtkraftrad des Fahrzeugherstellers Sachs Bikes. 

## Antrieb
Der luftgekühlte Einzylindermotor erzeugt aus 119 cm³ Hubraum eine Nennleistung von 6 kW (8,2 PS) und ein maximales Drehmoment von 9 Nm bei einer Drehzahl von 5400 min−1. Der Fahrzeugrahmen dient auch als Kraftstofftank und fasst 5,1 Liter. Der Endtopf der Abgasanlage ist aus rostfreiem Stahl und unter der Sitzbank montiert. Das Getriebe hat vier Gänge. Die zwei Ellipsoid-Scheinwerfer sind übereinander angeordnet.

## Vertrieb
Die MadAss wurde in den Vereinigten Staaten als Xkeleton Trickster sowie von den Herstellern Pierspeed und Tomberlin als MadAss vermarktet. In Kanada wurde sie als AMG Nitro angeboten.
Die englische Verkaufsbezeichnung bedeutet „Wilder Esel“ und nicht fälschlicherweise „Verrückter Hintern“.

## Kritiken
„Für Fans, für Freaks, für Andere: Der, die, das MadAss ist relativ weit von dem entfernt, was man von einer 125er erwartet, wenn man zum Beispiel eine KTM 125 Duke vor Augen hat. Aber mit einem Verbrauch von rund 1,1 Liter pro 100 Kilometer und einer Höchstgeschwindigkeit von echten 96 km/h wird das preiswerte Gefährt schon fast wieder interessant. Wem's gefällt eben… Vielleicht wird es ja mal einmal ein gesuchter Klassiker.“

„Das Leichtgewicht verzichtet zumindest designmäßig auf alles, was zum Fahren nicht unbedingt notwendig ist. Ellipsoid-Scheinwerfer, zierliche Doppelrohr-Schalldämpfer und Digital-Cockpit machen das Grautier aber auch technisch durchaus reizvoll. Mehr braucht es nicht – nur etwas mehr Leistung vielleicht.“